# Métro de Serfaus
Vous lisez un « bon article » labellisé en 2025.
Le métro de Serfaus (en allemand : U-Bahn Serfaus, anciennement Dorfbahn Serfaus soit le « train du village de Serfaus ») est le système de navette automatique tractée par câble du village de Serfaus, dans le Tyrol autrichien. Construit entre 1984 et 1985 par Freissler-Otis et modernisé entre 2017 et 2019 par Leitner, le système consiste en une ligne à voie unique longue de 1 280 mètres desservant quatre stations. Son fonctionnement repose sur une rame sur coussin d'air, mue par un système de câbles et guidée par un rail latéral.

## Histoire

### Serfaus
Le village de Serfaus dans le Tyrol est situé en cul de sac au bout de la route L19 provenant de Ried im Oberinntal (Landesstraße 19). Il s'étend sur un kilomètre environ le long de sa rue principale. Le village ne comptait que 800 habitants dans les années 1980 et 1 126 en 2023, mais il accueille une station de ski faisant partie de la région touristique (de) de Serfaus-Fiss-Ladis (de) et ses hôtels représentaient près de 3 700 lits dans les années 1980 et près de 7 500 lits en 2023,.

### Contexte
La renommée de la station de Serfaus naît dans les années 1930. Le tourisme de masse se développe à partir des années 1950, au point que dans les années 1970, la circulation dans le village est saturée,,. Les autorités locales décident donc en 1970 d'interdire l'accès en voiture à l'actuelle Dorfbahnstraße en hiver (cette mesure est étendue à la saison estivale en 2013), à l'exception des riverains et des véhicules de service. Ils décident en outre de créer des parkings à l'entrée de Serfaus à l'est, et de les relier au village et au départ des remontées mécaniques par un service de navettes, sur un kilomètre et demi environ,,,. Celles-ci sont assurées par des autobus achetés d'occasion à des transporteurs locaux. Les navettes sont toutefois victimes de leur succès et la circulation reste difficile, tandis que les riverains en subissent les désagréments en raison de la faible largeur de la rue principale, dépourvue de trottoirs,.

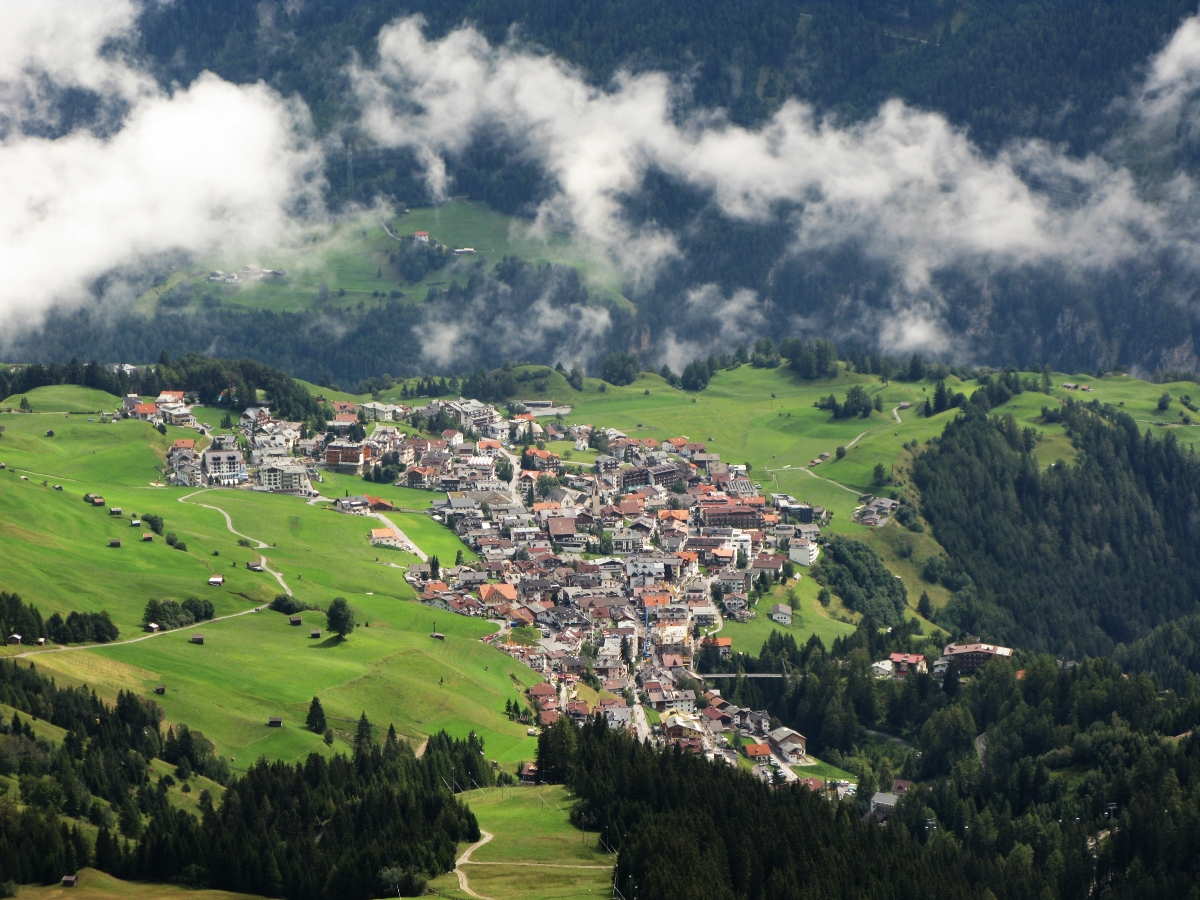
Serfaus vue des montagnes.
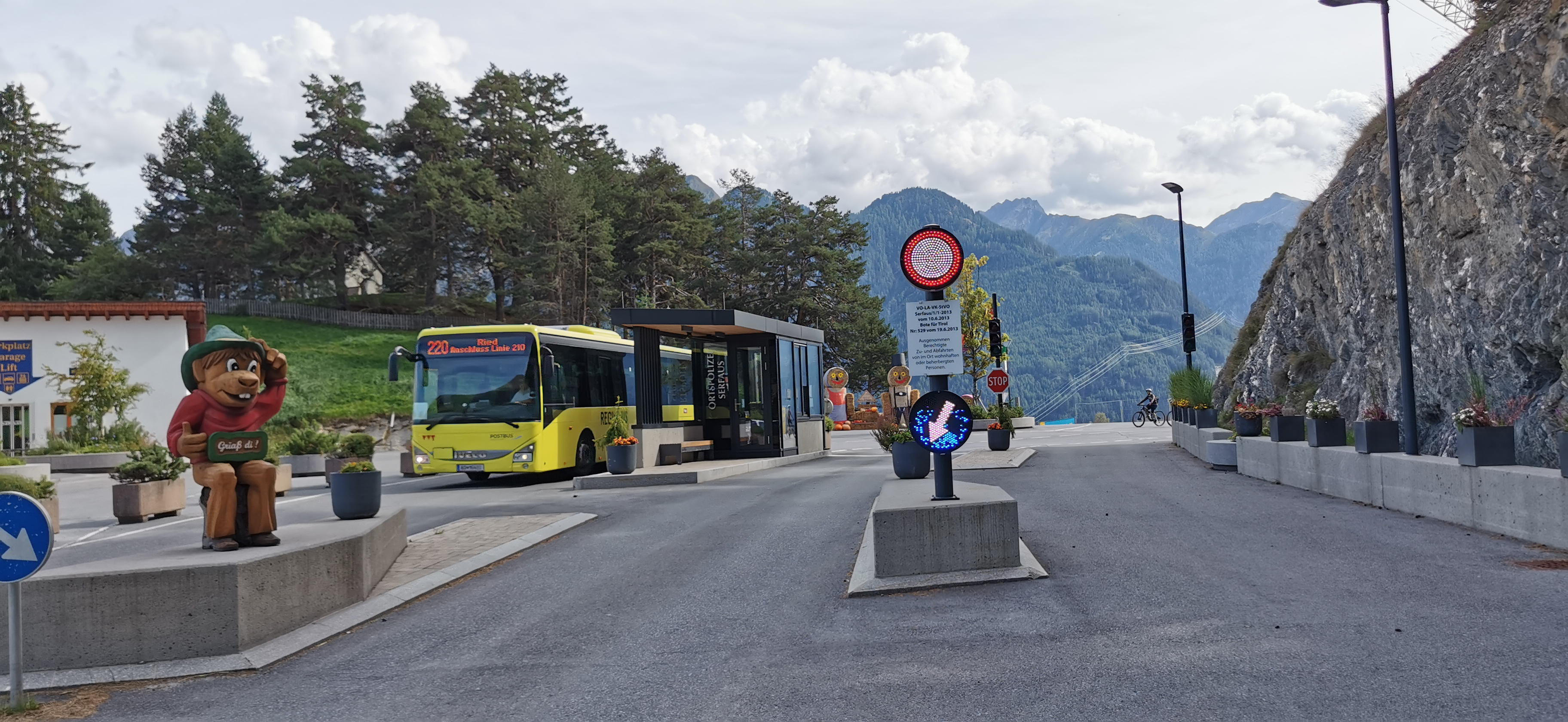
Point de contrôle à l'entrée de Serfaus, le parking est à gauche et la station de métro, hors champ, à droite après le virage.

### Études et conception
Les élus ont étudié diverses solutions en tenant compte des finances limitées (télésiège, tapis roulant souterrain, etc.) mais celles-ci s'avèrent soit trop lentes soit inadaptées. Le maire de Serfaus s'est rendu à l'aéroport de Francfort pour tester l'usage des tapis roulants avec des chaussures de ski et en portant des skis à la main. Une employée du village, en voyage aux États-Unis, aurait utilisé un système Hovair dans un aéroport et l'aurait évoqué auprès des autorités,.
Au printemps 1983, le bureau d'ingénierie Lässer-Feizlmayer (de) d'Innsbruck est mandaté et propose de reprendre le concept de la navette Harbour Island Tampa utilisant le système Hovair d'Otis. Il s'agit d'un véhicule sur coussin d'air tracté par un câble, mais en tunnel,,. Le système à coussins d'air a été choisi afin de réduire les frottements et donc l'usure, et parce qu'une rame n'émet aucune vibration. Le conseil municipal vote en faveur de ce mode de transport en décembre 1983.

### Construction
Les travaux débutent le 13 juin 1984 alors même que le rattachement à une autorité de tutelle n'est pas tranché ; la loi régissant les remontées mécaniques en Autriche a dû être adaptée en conséquence,. Malgré une période d'interruption due à cette problématique, le terrassement débute le 9 juillet suivant et le gros œuvre est achevé en novembre 1984,. Le terrassement est complexe en raison du manque de place et des risques structurels sur les bâtiments, parfois construits sans fondations — ou renforcés sommairement à l'aide de fourches de faux[Quoi ?] —, alors que des explosifs ont été utilisés. La rame est livrée le 30 août 1985 et les essais débutent le 23 septembre suivant ; le Dorfbahn est mis en service le 14 décembre 1985,. L'inauguration a lieu le 16 janvier 1986.
Le tunnel a été réalisé par un consortium d'entreprises locales et a nécessité de renforcer certaines des fondations de bâtiments parfois très anciens. Il a été réalisé en béton armé, coulé dans des coffrages glissants et en tranchée couverte parfois au ras des bâtiments,.
Cette ligne a fait sensation à son ouverture de par son caractère unique au monde.

### Modernisation

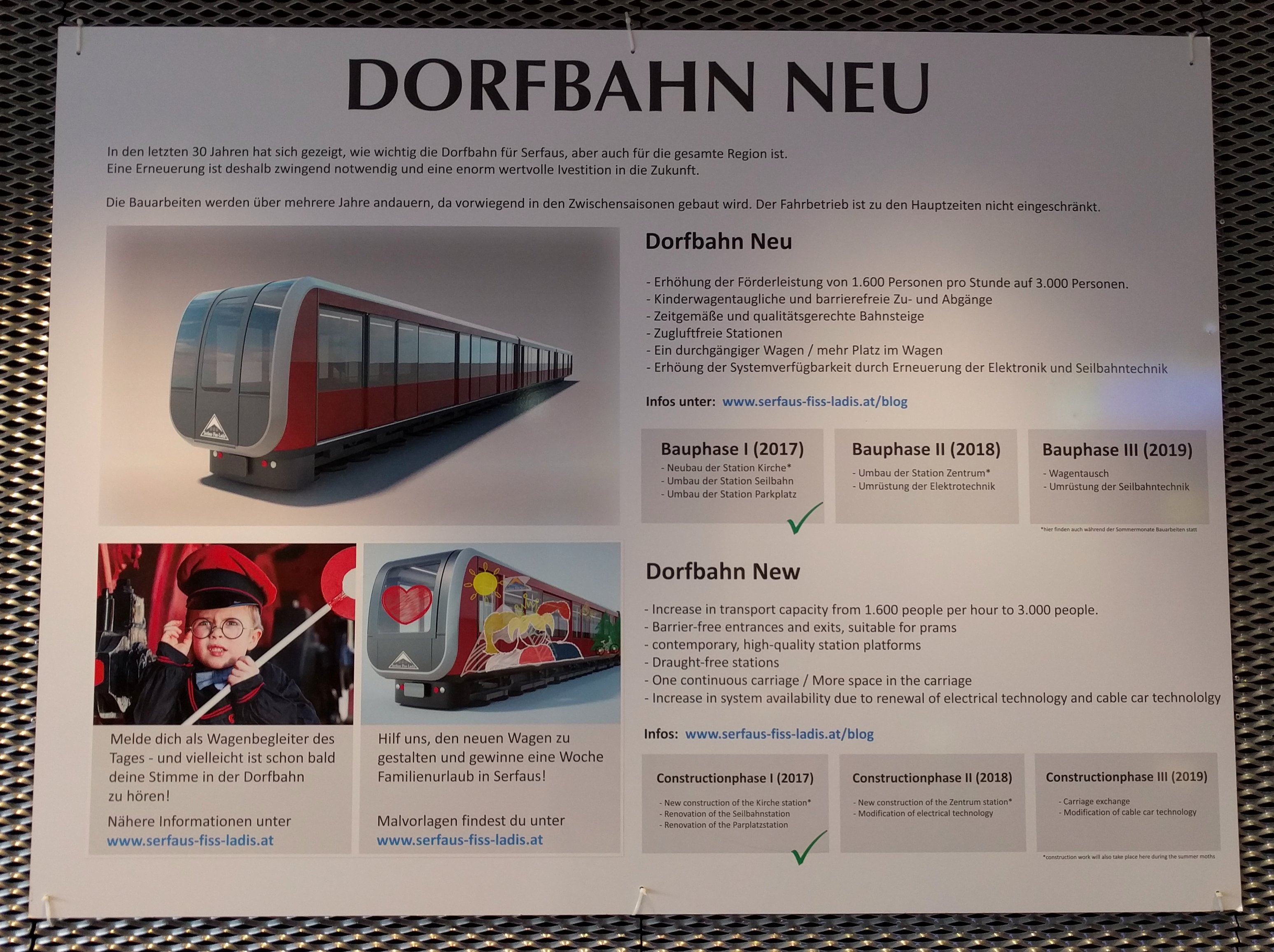
Panneau explicatif des phases du chantier.

En raison de la hausse du trafic et de l'âge du système, la décision de moderniser l'ensemble est prise en 2016. Les travaux débutent le 24 avril 2017 et sont effectués principalement hors saison (soit entre avril et juin et entre septembre et octobre),. La ligne est alors entièrement fermée et remplacée par des navettes en bus.
La première phase a consisté en la modernisation des terminus Seilbahn et Parkplatz et en la reconstruction de la station Kirche, tandis que l'ancienne rame a été décorée par des dessins des enfants de l'école du village.
La seconde phase, menée en 2018, consiste en la reconstruction de la station Zentrum, le chantier le plus complexe du projet, et des systèmes d'entrainement (poulies, moteur, salle de contrôle , etc.),. En saison, la seule perturbation majeure aura été la fermeture de la station Zentrum à l'été 2018, le reste de la ligne fonctionnant normalement.
Enfin, au printemps 2019, la dernière phase consiste à remplacer la rame et le reste des systèmes (rails et poulies de guidage) afin de libérer le gabarit pour la nouvelle rame, nettement plus large,. Le nouveau métro est entré en service le 13 juillet 2019 et inauguré officiellement le 8 septembre 2019,.
L'appellation d'origine Dorfbahn Serfaus a été remplacée par U-Bahn Serfaus à cette occasion,.

## Caractéristiques

### La ligne

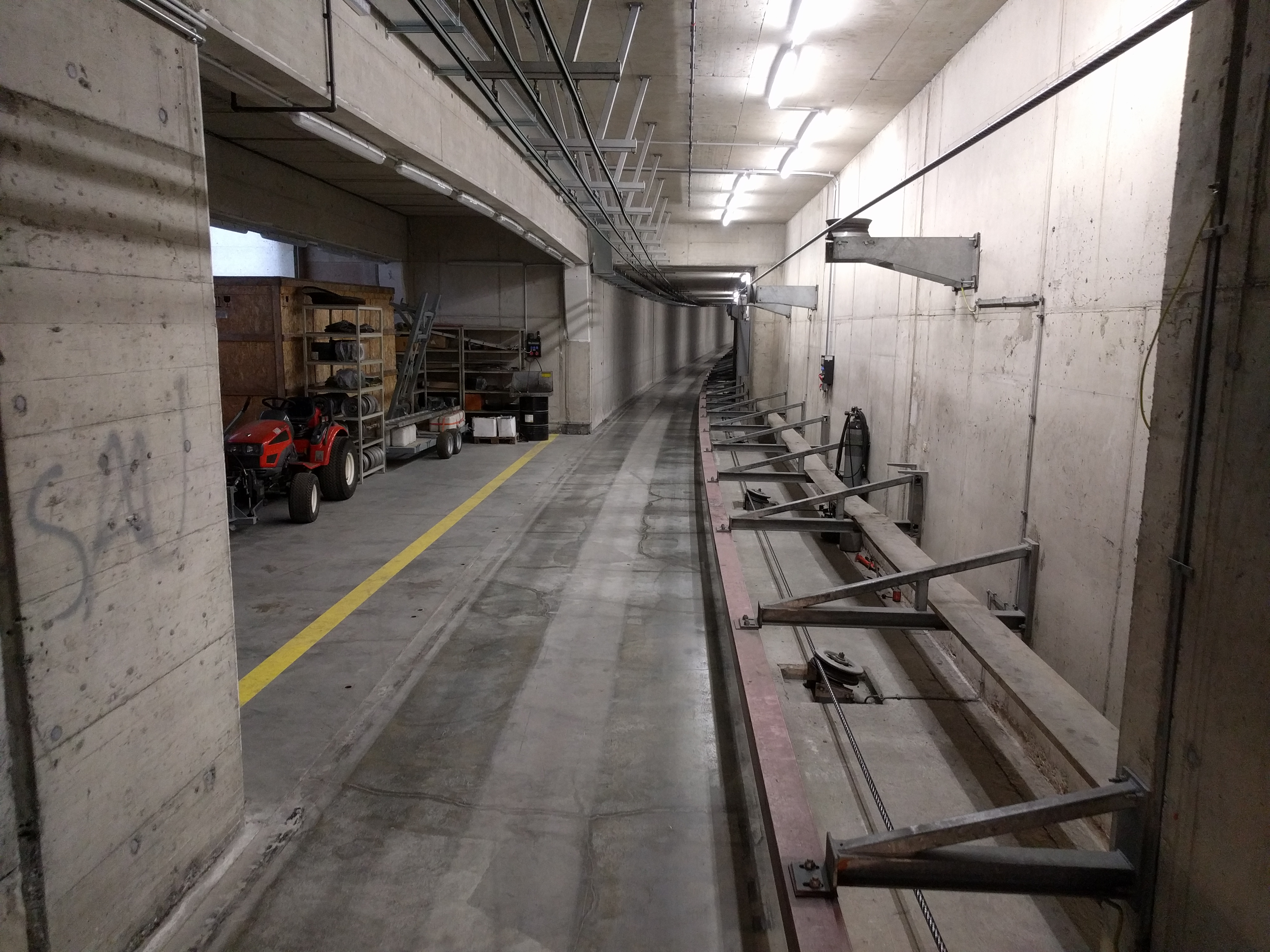
Le tunnel, avec à gauche la zone technique permettant de réceptionner une rame grutée depuis l'extérieur et, à droite : le système de guidage et le câble de traction (en bas), le retour du câble (en haut) et la caténaire au plafond. Les traces de passage des coussins d'air sont visibles.

La ligne longue de 1,280 km est entièrement souterraine,. Le tunnel mesure 3,24 m de large et 3,52 m de haut. La pente maximale est de 5,35 % (dans la montée vers le terminus Seilbahn) pour un rayon de courbe minimal de 300 m et maximal de 480 m et il y a une différence d'altitude de 20,10 m entre les deux terminus,,. Le gabarit du tunnel a été augmenté par rapport au projet initial afin de permettre à une personne de marcher aux côtés de la rame, bien que le système de guidage occupe cet espace afin de laisser de la place aux coussins d'air.
La vitesse est de 11 m/s soit 40 km/h. Deux puits de ventilation sont situés à mi-chemin entre chaque terminus et la station la plus proche. Le temps de parcours est de sept minutes.
L'unique rame est tractée par un câble, comme pour un funiculaire ou un ascenseur incliné, mais ne possède pas de contrepoids.
Le câble de traction est entrainé par un moteur synchrone délivrant une puissance de 580 kW en continu avec un pic maximal à 980 kW,,. La solution du moteur linéaire a été un temps envisagée par Otis mais abandonnée en raison de son coût. La machinerie ainsi que le poste de commande sont situés au terminus Seilbahn, l'accès à la salle se faisant via le quai, éclairé par un puits de lumière. Les systèmes d'origine sont de conception Waagner-Biro (en) pour les équipements de traction par câble et Freissler-Otis pour l'équipement électronique. Le système rénové a été conçu par Leitner.
Le guidage est assuré aussi bien par les coussins d'air (guidage vertical) que par des roues à pneus enserrant une cornière latérale de guidage en L inversé (guidage horizontal), ce système étant repris de celui des ascenseurs,. Le système est placé en bas au niveau des coussins d'air et du câble de traction, le retour du câble étant situé au niveau du plafond. Il a un diamètre d'origine de 29 mm, porté à 38 mm lors de la rénovation du système, tandis que les dimensions des équipements de guidage et de traction en tunnel ont été réduites au minimum pour permettre d'augmenter le gabarit de la rame.
Le système à coussins d'air Otis Hovair repose sur 96 coussins (48 sur la rame d'origine) disposés sous chaque voiture qui la soulèvent à 1 mm au dessus du sol sur un « film d'air ». Le débit d'air de 0,25 m3 par seconde est fourni par un compresseur embarqué avec une pression de 0,2 bar,. En cas d'arrêt du compresseur, des patins en matière synthétique viennent réceptionner la rame avec une décélération de 1,7 m/s. En cas de dysfonctionnement d'un des coussins d'air, 
les autres suffisent à assurer la marche normale du véhicule. Le système s'adapte automatiquement à la répartition de la charge des passagers et peut supporter une surcharge de 30 %.

### La rame
La rame d'origine est composée de deux voitures (ou cabines) indissociables équipées de portes sur un seul côté et d'issues de secours frontales pour permettre l'évacuation en tunnel. Il n'y a pas de fenêtres latérales en dehors de celles des portes. La rame est peinte en orange. Elle dispose d'aménagements intérieurs adaptés aux skieurs et à leur matériel,. Construite par la société autrichienne Swoboda (de) selon les plans d'Otis, elle mesure 29,19 m de long, 2,15 m de large et 2,70 m de haut,,. Elle peut transporter 135 personnes par cabine soit 270 au total. Le devenir de l'ancienne rame, ramenée à l'air libre en 2019, reste inconnu depuis.
La nouvelle rame, construite en France à Saint-Chef (Isère) par Sigma pour Leitner possède trois voitures avec intercirculation, mesure 45,2 m de long, 2,35 m de large et 3,19 m de haut et pèse une demi tonne de moins par voiture que l'ancienne (soit 14,3 tonnes au lieu de 14,8 tonnes),,,,. Elle peut transporter 396 personnes et au maximum 440. Elle est dotée d'une livrée choisie par un jury parmi plusieurs dessins d'enfants : le dessin vainqueur, réalisé par une jeune originaire de Basse-Autriche venant régulièrement en vacances à Serfaus, représente la mascotte de la station (la marmotte Murmli) présentée dans diverses activités hivernales et estivales,. La rame est dotée de larges baies vitrées côté portes et aux extrémités.
Elle dispose de 18 écrans (six par voiture) d'information qui affichent la prochaine station ou encore la météo à l'instar des écrans installés sur les quais,.
Les systèmes embarqués, dont les compresseurs fournissant l'air aux coussins, sont alimentés par une caténaire délivrant une tension de 950 V. L'entrée et la sortie de la rame se fait à la station Parkplatz, le tunnel a été ouvert durant la rénovation pour permettre le grutage du matériel roulant. Une zone technique située sous l'ouverture permet de réceptionner les voitures qui sont ensuite poussées latéralement dans le tunnel.

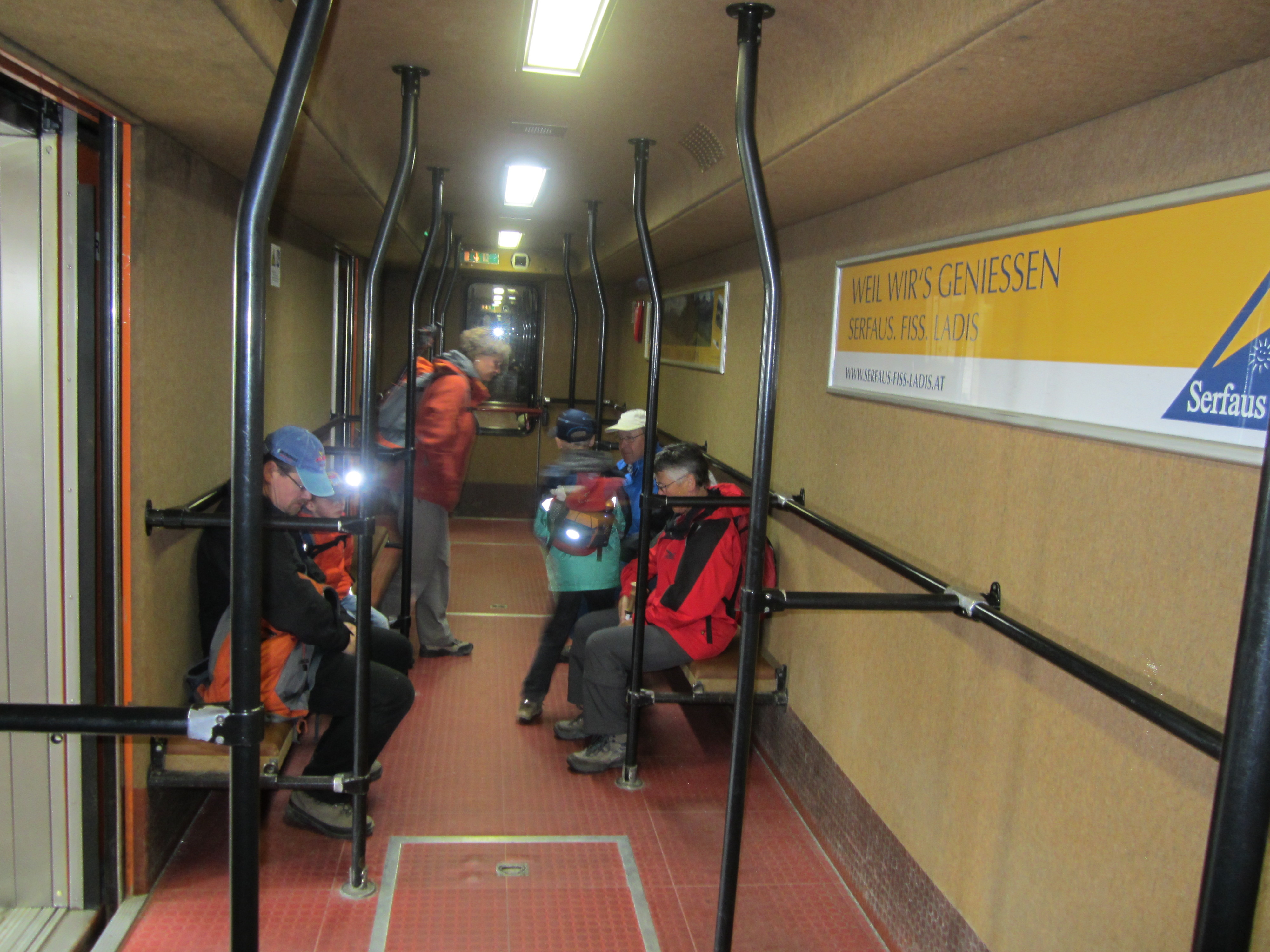
L'intérieur de l'ancienne rame.
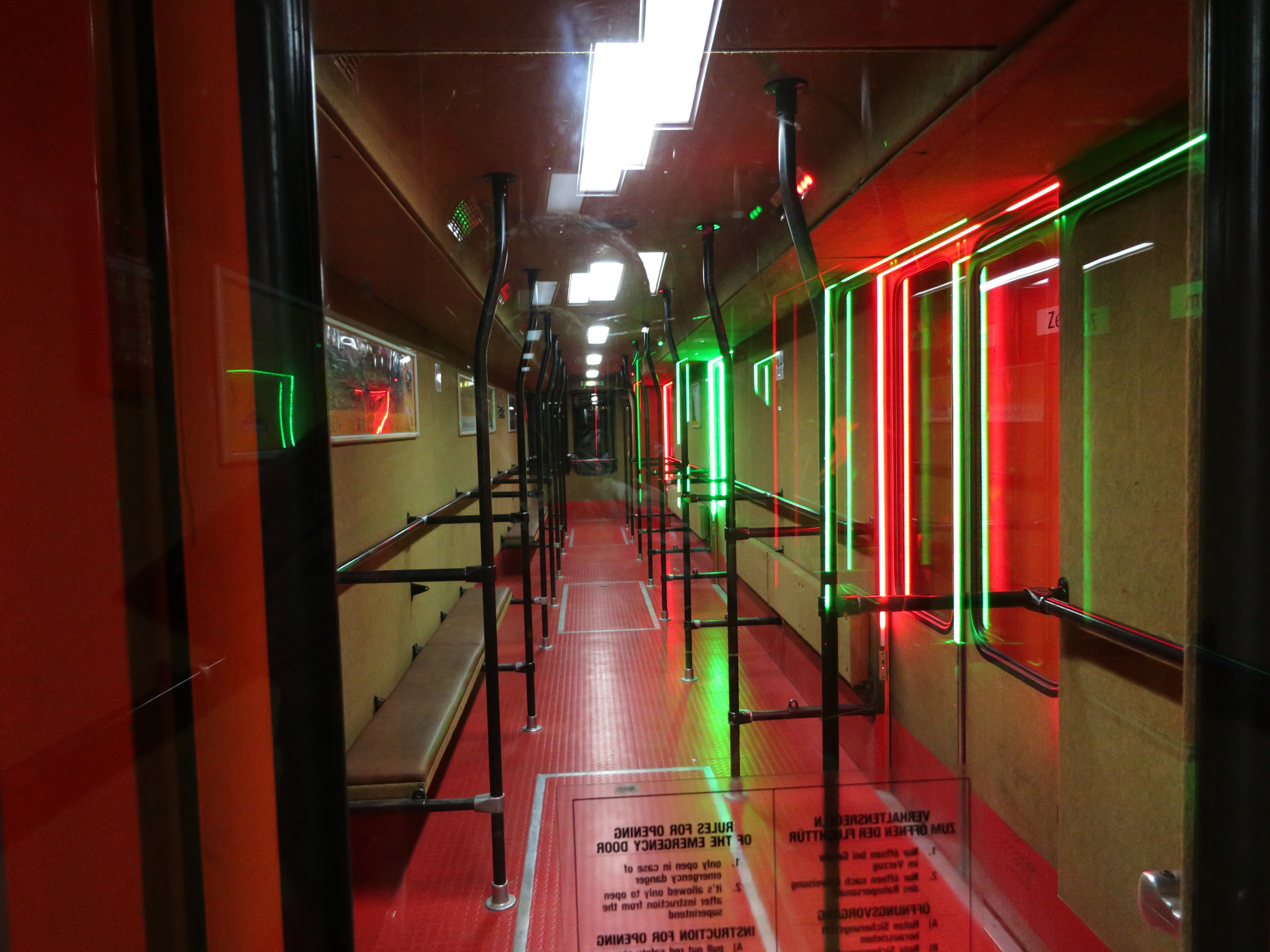
Signalétique lumineuse des portes utilisables (vert) ou non (rouge) à certains stations.
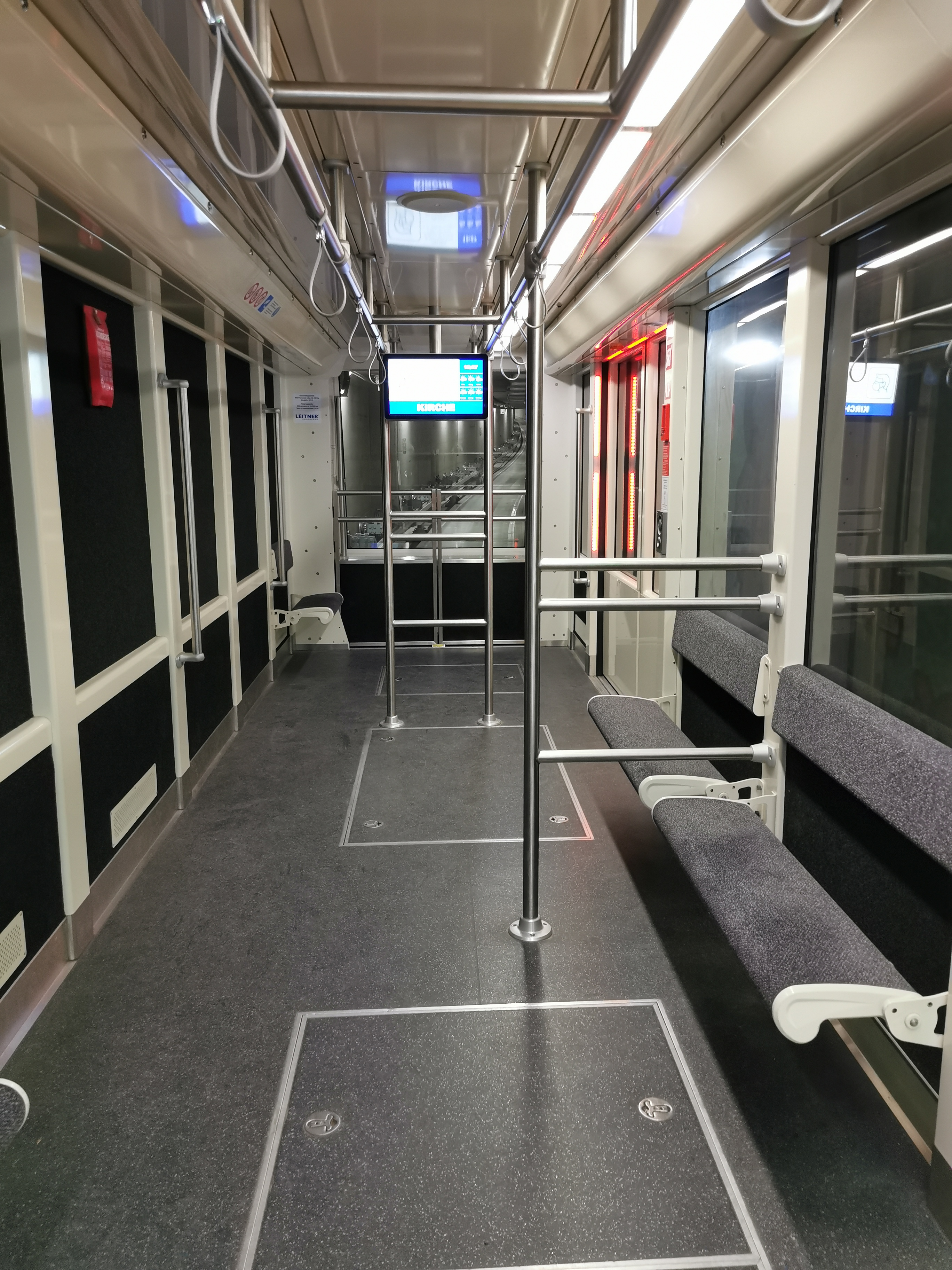
L'intérieur de la nouvelle rame.

## Stations
La ligne compte quatre stations, d'ouest en est : Seilbahn, Zentrum (anciennement Raika), Kirche et Parkplatz.

### Rénovation des stations
Toutes les stations ne disposent pas du même nombre de portes palières ; des indications lumineuses sont donc présentes à bord de la rame pour signaler les portes en service, les portes inutilisables étant alors bloquées. Elles n'étaient pas vitrées à l'origine et les murs étaient décorés de photos des paysages environnants. Des portes palières vitrées ont été installées lors de la rénovation. Les tableaux indicateurs situés au dessus des portes se contentaient à l'origine d'indiquer où se situait la rame et sa direction, les écrans à LEDs installés lors de la rénovation affichent alternativement le temps d'attente, le nombre de places libres, la position et la direction de la rame, la météo, le risque d'avalanche ou encore les images des webcams en direct,.
Les travaux de rénovation menés entre 2017 et 2019 ont permis aux stations de devenir accessibles aux personnes à mobilité réduite et aux poussettes, d'être isolées des courants d'air et les ont rendues plus lumineuses et plus spacieuses,. Les stations intermédiaires ont été reconstruites et Kirche a même été déplacée de 80 m vers l'est. L'architecte Hanno Vogl-Fernheim a été mandaté pour la rénovation des stations.
Les totems des stations rénovées affichent non seulement le U blanc sur fond bleu de U-Bahn (métro en allemand) mais aussi le temps d'attente par alternance avec l'heure. Un réseau Wi-Fi gratuit est disponible sur les quais ainsi que dans les rames. Des portillons se ferment automatiquement quand la capacité maximale du système est atteinte pour empêcher l'entrée d'autres voyageurs.

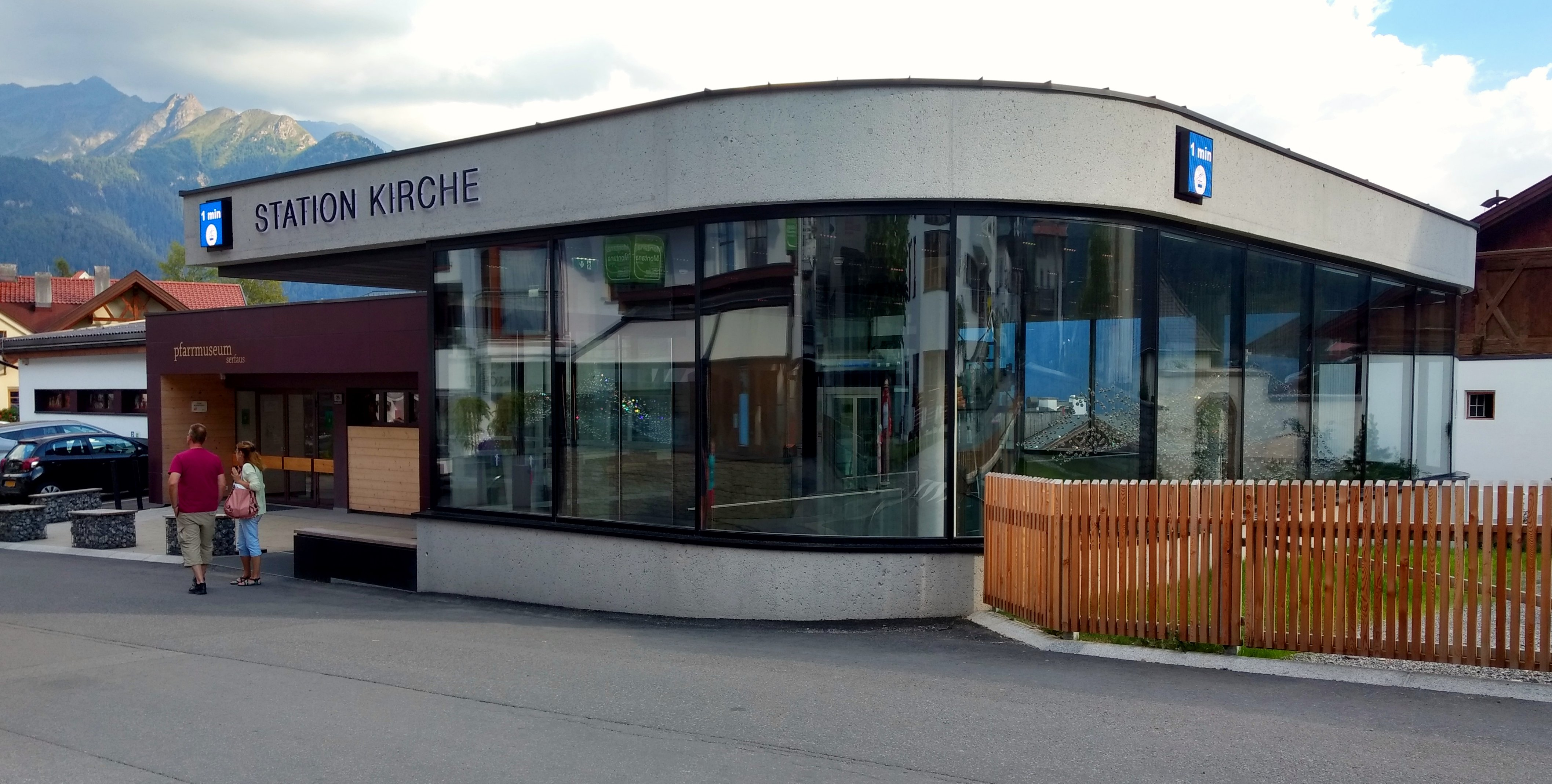
La station Kirche, après rénovation.
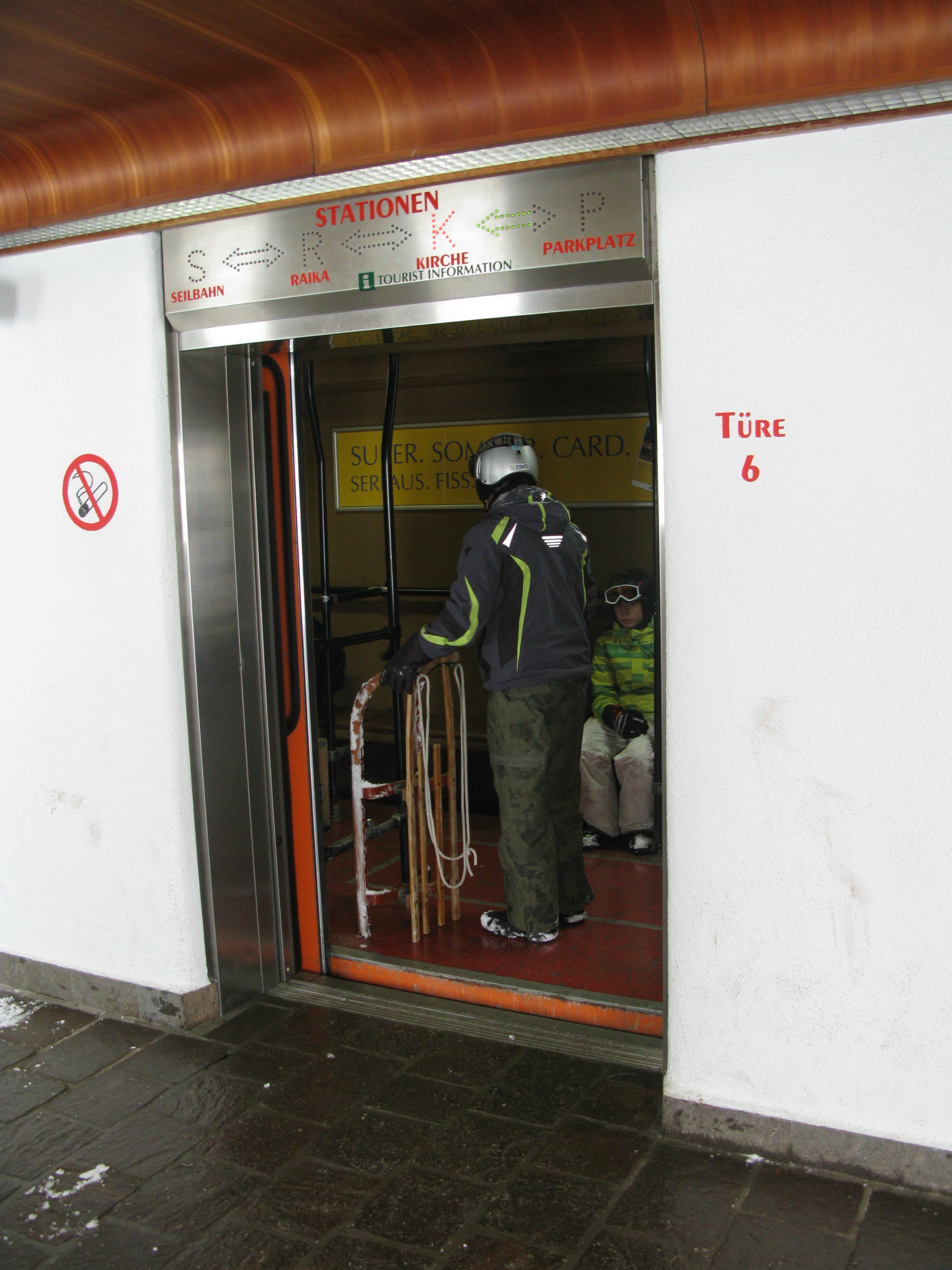
Porte palière à Parkplatz, avant rénovation.
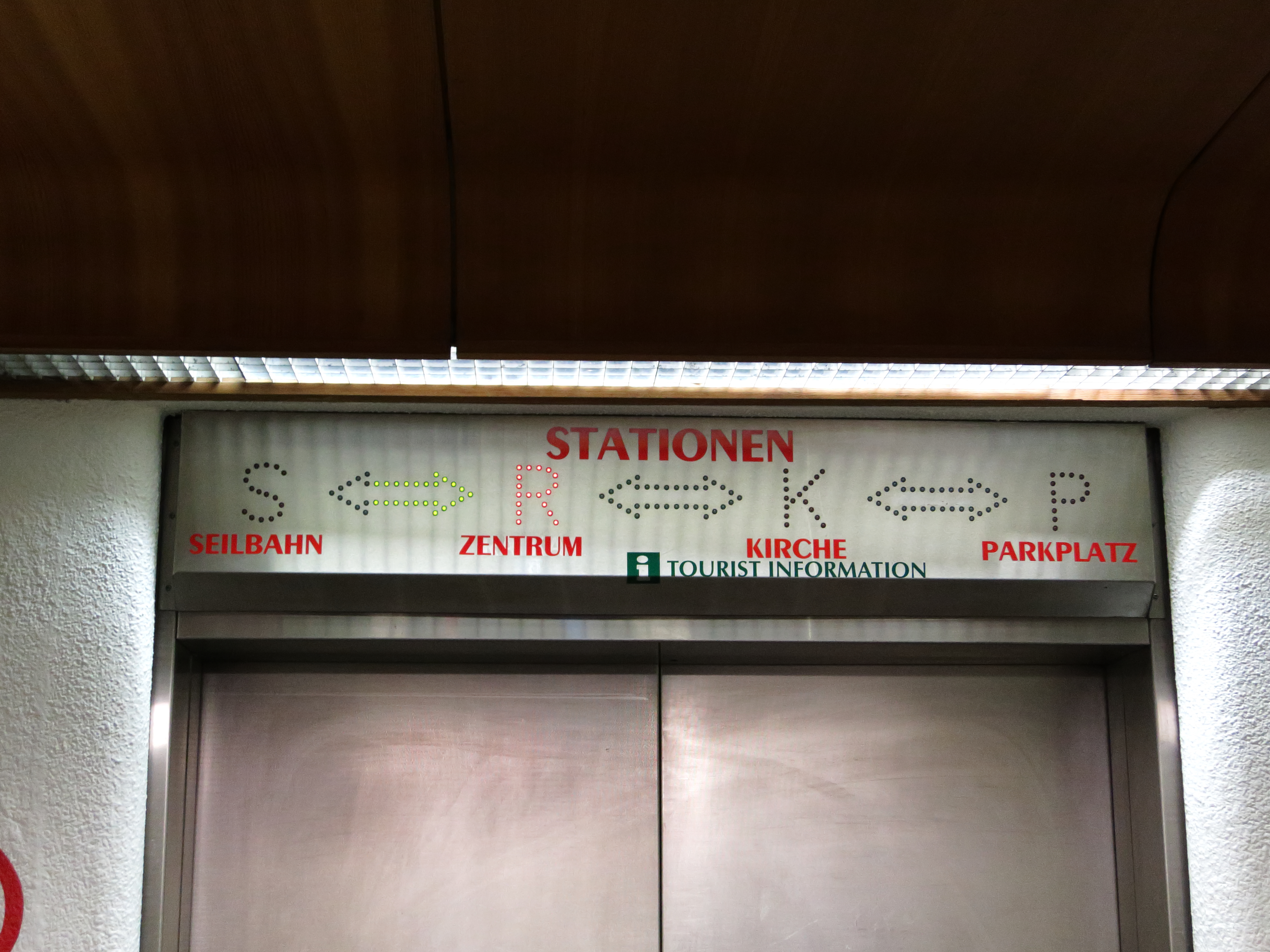
Détail de l'ancienne signalétique.
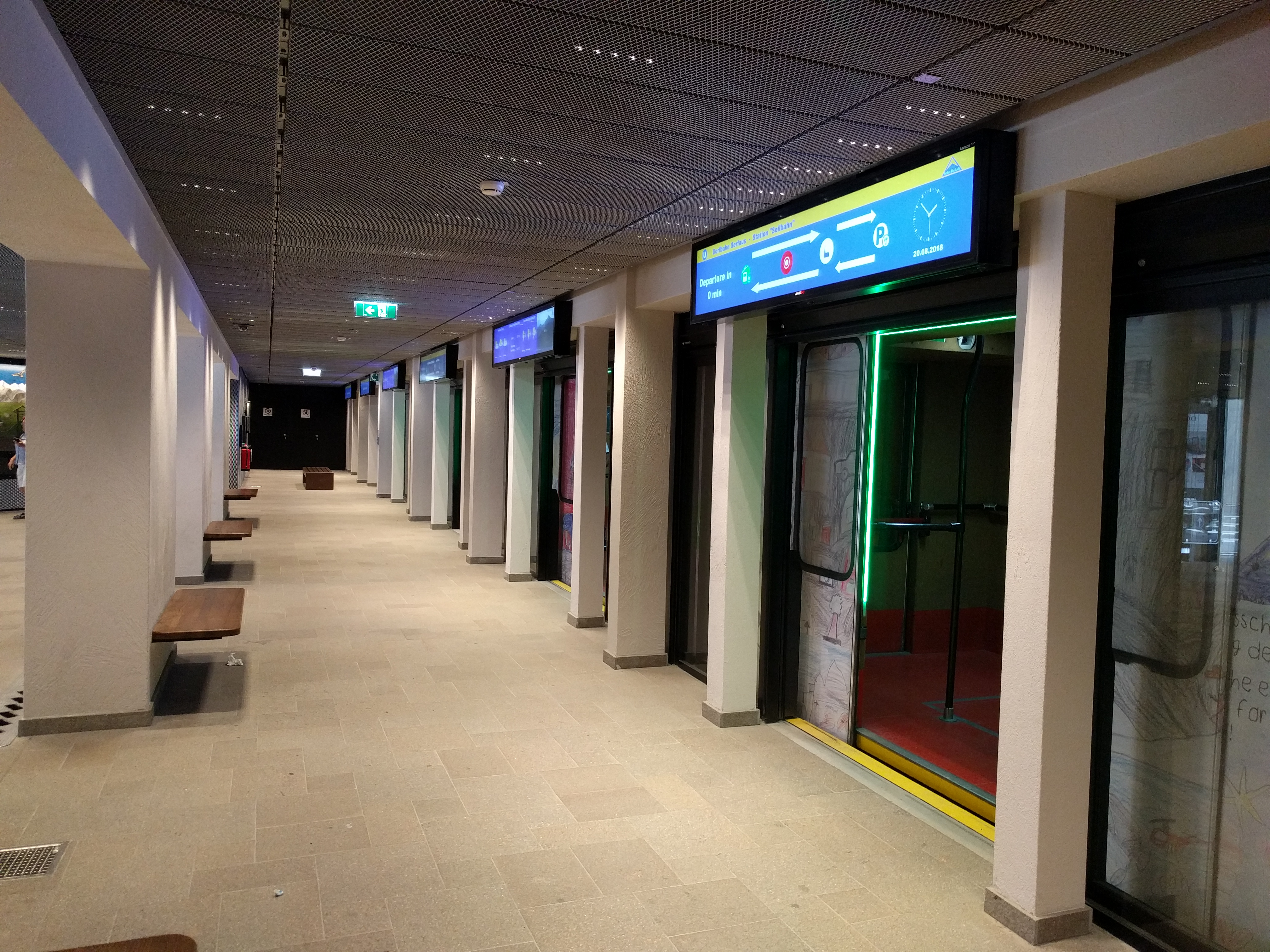
Le quai de Seilbahn, après rénovation.
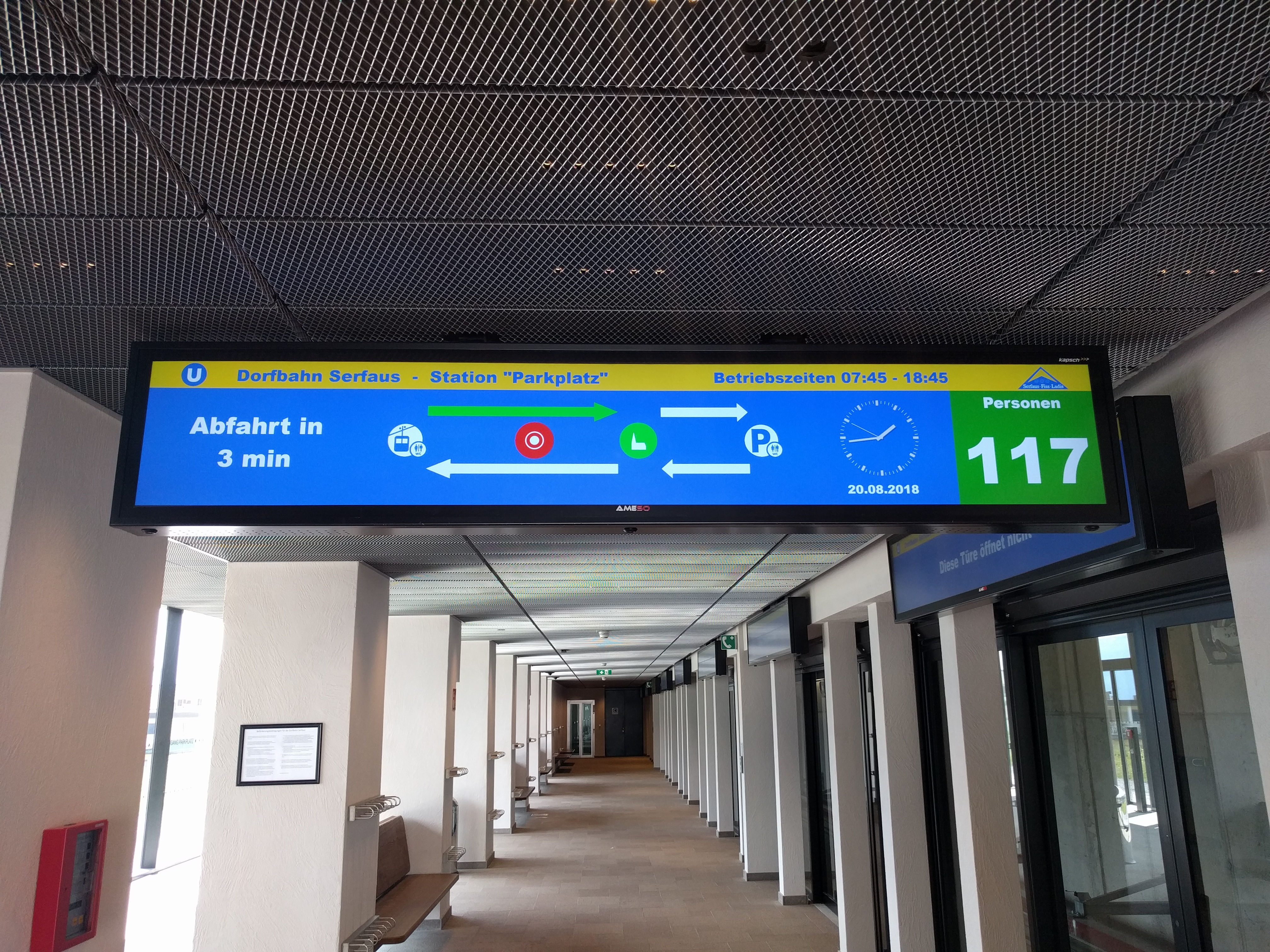
Détail de la nouvelle signalétique.
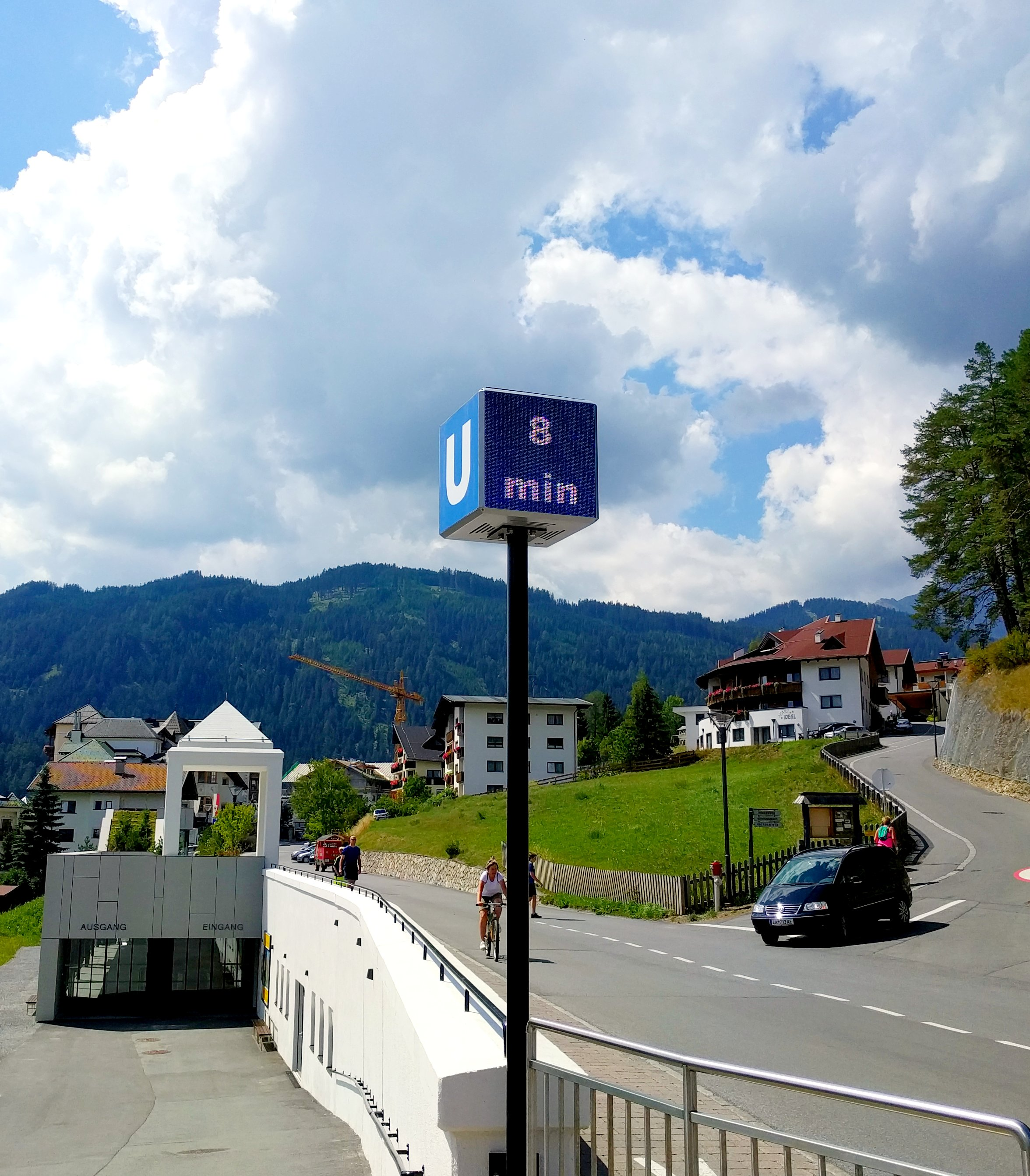
Temps d'attente sur le totem de Parkplatz.

### Parkplatz
La station Parkplatz (1 422 m d'altitude) est accessible en contrebas de la route principale. Comme son nom l'indique, elle dessert le parking destiné aux visiteurs.
La rénovation de la ligne s'est accompagnée de la construction d'un tunnel piéton de 130 mètres de long entre la station et le parking, qui en facilite l'accès.

### Kirche

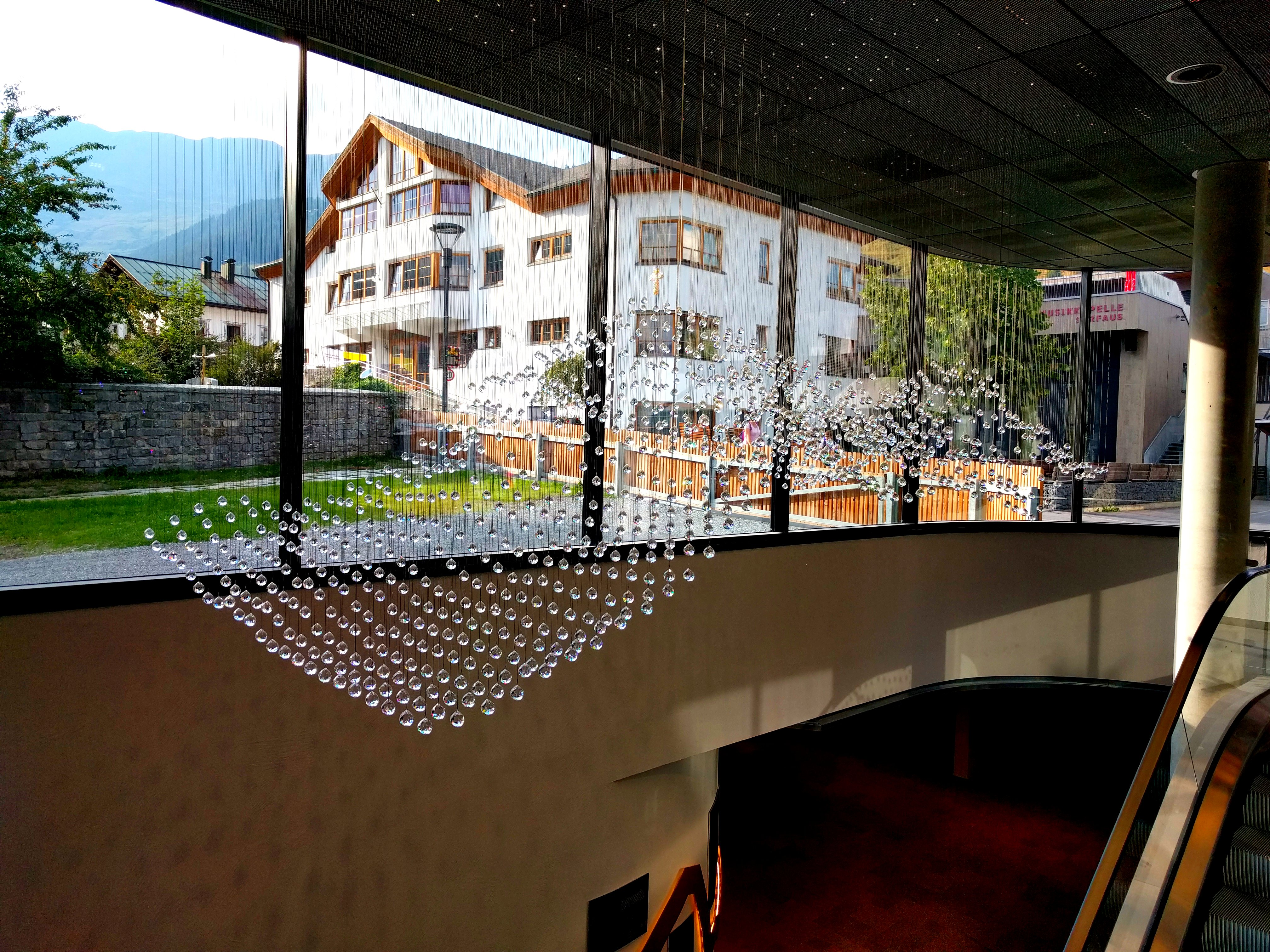
L'intérieur de la station Kirche.

La station Kirche était située avant son déplacement à l'ouest de l'église qu'elle dessert (1 424 m d'altitude), et était accessible par un édicule en pierre de style traditionnel. Depuis la mise en service de la nouvelle station, l'ancienne est devenue un puits de ventilation servant aussi d'issue de secours.
Le nouvel édicule vitré est accolé au musée paroissial. Sa décoration intérieure est composée de panneaux retraçant l'histoire de Serfaus et de 1 150 boules évoquant des cristaux, fixées au plafond. La nouvelle station, établie sur trois niveaux, est accessible aussi bien depuis l'édicule vitré de Dorfbahnstraße que depuis un accès secondaire en contrebas sur Kirchgaße,.

### Zentrum
La station Zentrum (1 420,6 m d'altitude), anciennement nommée Raika, était initialement accessible par une discrète entrée au pied d'une agence de la Raiffeisen Bank.
La station reconstruite est toujours adossée à l'agence bancaire, elle aussi reconstruite, et dispose d'une exposition permanente sur la vie associative de Serfaus.

### Seilbahn
La station Seilbahn (1 440,6 m au-dessus du niveau de la mer) est située au pied du bâtiment abritant le départ de la télécabine pour Kölner.
Depuis sa rénovation, la station abrite une exposition sur la technique et l'histoire de la ligne. La statue de sainte Barbe (avec une plaque datée du 4 décembre 1984) y est exposée.

## Exploitation
Le fonctionnement est entièrement automatisé, avec six programmes pilotés par un ordinateur, ce qui permet d'adapter l'exploitation selon la charge.
La ligne est équipée d'un système de vidéosurveillance et est entièrement pilotée par une seule personne au centre de contrôle situé dans la station amont.
La capacité initiale est de 1 600 à 2 000 voyageurs par heure selon les sources (la seconde valeur étant celle notée sur la plaque constructeur), la vitesse d'approche aux stations est initialement très faible car héritée des règlementations allemandes sur les ascenseurs,. La nouvelle rame permet de monter à 3 000 voyageurs par heure. La fréquence de passage est de dix minutes à l'origine puis de neuf minutes après la rénovation.
La consommation électrique journalière du système est de 2 000 kWh, dont la moitié pour la seule traction.
Le système est d'une grande fiabilité, aucune panne n'a été constatée lors des premiers mois d'exploitation.
Les annonces sonores sont, depuis la rénovation, effectuées par des voix d'enfants changeant tous les jours, en allemand et en anglais. Elles consistent en l'annonce de la prochaine station, l'annonce de fermeture des portes et du départ de la rame : « Achtung, Türen schließen automatisch, Bahn fährt ab! » soit « Attention, les portes se ferment automatiquement, le train part ! ».
En hiver, le service est assuré de 7 h 45 à 18 h 45 et en été jusqu'à 17 h 30 ou 18 h 15. La desserte des stations intermédiaires a lieu en fonction de la charge, le matin vers Seilbahn et l'après-midi vers Parkplatz.
En parallèle, la ligne de bus 220 de l'association régionale de transport du Tyrol (de) (VVT) reliant Serfaus à Landeck, est prolongée de l'entrée du village au pied des remontées mécaniques entre 5 h et 8 h 30, entre 10 h 30 et 14 h 40 et entre 17 h et 19 h 40 environ.

## Fréquentation
Avant sa modernisation, la ligne transportait annuellement 833 000 voyageurs. En 2019, la fréquentation est de 1,5 million de voyageurs par an.
En février 1986, la ligne a transporté 144 000 personnes contre 280 000 personnes en février 2019,.
En trente ans, soit de 1989 à 2019, le métro a transporté 31,6 millions de voyageurs.

## Tarification, coût de construction et financement
L'accès est gratuit, les coûts d'exploitation mensuels de 250 000 schillings à l'ouverture (contre 450 000 schillings pour les navettes en bus) sont compensés par les recettes des remontées mécaniques. La construction de la ligne a coûté près 138,3 millions de schillings, répartis équitablement entre le génie civil et les équipements, financés par l'exploitant Seilbahn Komperdell GmbH, propriété de la commune et qui gère par ailleurs les remontées mécaniques du domaine skiable, avec l'aide de subventions publiques,,,.
La rénovation de 2017-2019 a coûté 26 millions d'euros.

## Incidents
Le 4 septembre 2019, un court-circuit a causé un arrêt d'urgence. Le freinage de la rame a provoqué la chute de plusieurs voyageurs et fait 13 blessés légers.

## Le métro dans la culture locale
Certaines légendes courent sur la construction de la ligne. Selon l'une d'elles, un agriculteur aurait protesté de façon virulente pendant le chantier car sa vache ne pouvait vêler à temps à cause du bruit des engins de terrassement. Il serait ainsi parvenu à interrompre les travaux pour la journée, le temps que le veau naisse.
Une photo prouve qu'une vache a été transportée dans la rame.
Une musique a été spécialement composée pour l'inauguration, la Serfaus Dorfbahnmarsch.